# Jack Diment
Jack Diment (Devonport, 1º giugno 1885 – Castle Hill Hospital, 12 ottobre 1978) è stato un calciatore scozzese, di ruolo centrocampista.

## Carriera
Jack Diment si trasferì in Italia nel 1905 per lavorare come impiegato nella ditta di trasporti Walter & Becker, giocando da allora nella Juventus per tre stagioni. Diment era un centrocampista di piede sinistro.
Il suo esordio avvenne contro l'US Milanese il 5 marzo 1905, in una vittoria per 3-0; la sua ultima partita fu in un derby contro il Torino del 3 febbraio 1907, conclusosi con una sconfitta per 4-1. In totale in bianconero collezionò undici presenze senza segnare, e fu uno dei protagonisti del primo scudetto juventino.
Nel 1908 si trasferì al Torino, ove raggiunge la stagione seguente il secondo turno delle eliminatorie piemontesi. Coi granata giocò anche due Palla Dapples.
Nel campionato 1909-1910 passò al Milan, club con cui ottenne il sesto posto nella classifica finale.
In tutta la sua carriera nelle squadre italiane conta ventun presenze in campionato e nessun gol.

## Statistiche

### Presenze e reti nei club
| Stagione        | Club            | Campionato                         | Campionato                         | Campionato                         | Campionato |
| Stagione        | Club            | Comp                               | Pres                               | Reti                               |            |
| --------------- | --------------- | ---------------------------------- | ---------------------------------- | ---------------------------------- | ---------- |
| 1904-1905       | Juventus        | PC                                 | 4                                  | 0                                  |            |
| 1905-1906       | Juventus        | PC                                 | 5                                  | 0                                  |            |
| 1906-1907       | Juventus        | PC                                 | 2                                  | 0                                  |            |
| Totale Juventus | Totale Juventus | Totale Juventus                    | 11                                 | 0                                  |            |
| 1907-1908       | Torino          | Squadra non iscritta al campionato | Squadra non iscritta al campionato | Squadra non iscritta al campionato |            |
| 1908-1909       | Torino          | PC                                 | 5                                  | 0                                  |            |
| Totale Torino   | Totale Torino   | Totale Torino                      | 5                                  | 0                                  |            |
| 1909-1910       | Milan           | PC                                 | 5                                  | 0                                  |            |
| Totale Milan    | Totale Milan    | Totale Milan                       | 5                                  | 0                                  |            |
| Totale          | Totale          | Totale                             | 21+                                | 2+                                 |            |

## Palmarès

### Calciatore

#### Club

##### Competizioni nazionali
- Campionato italiano: 1

Juventus: 1905